# Александер Грејам Бел
Александер Грејам Бел (енгл. Alexander Graham Bell; Единбург, 3. март 1847 — Бадек, 2. август 1922) био је научник, проналазач и оснивач телефонске компаније Бел. Поред рада на пољу комуникација заслужан је за важне проналаске у авијацији. Бел је рођен у Единбургу у Шкотској, а умро је у Бадеку у Канади.
Бавио се истраживањем механике говора па је 1872. године у Бостону основао школу учитеља за глувонеме. Предајући у овој школи конструисао је вештачко уво које региструје тонове на засенченој стакленој плочи (1874). Изумео је електрични телефон 1876. Овај проналазак је више пута усавршаван, а употребљава се од 1877. године до данас. Овај изум му је убрзо оспорен па је морао да води бројне судске процесе ради заштите својих права. Конструисао је и фотофон, који делује на принципу претварања промена интензитета светлости у звук, а репродукција звука у звучном филму заснива се на том принципу. Предложио је коришћење воска за фонографске плоче и пронашао електрични поступак за откривање металних предмета у људском телу.

## Детињство и младост
Александер Бел је рођен у Единбургу, у Шкотској, 3. марта 1847. Његова породична кућа налазила се у улици Саут Шарлот, и на њој стоји камени натпис да је то родно место Александера Грејама Бела. Он је имао два брата: Мелвила Џејмса Бела (1845–1870) и Едварда Чарлса Бела (1848–1867). Они су умрли од туберкулозе. Његов отац је био професор Александер Мелвил Бел, фонетичар, а мајка Елајза Грејс Бел (рођена Симондс). Рођен као „Александер Бел”, са 10 година, замолио је оца да има средње име попут његова два брата. За његов 11. рођендан, његов отац је пристао и дозволио му да усвоји име „Грехам“, одабрано из поштовања према Александеру Грејаму, Канађанину кога је лечио његов отац, и који је постао породични пријатељ. Блиским рођацима и пријатељима био је познат као „Алек“.

### Први проналазак
Као дете, млади Бел је показивао знатижељу о свом свету; у раној младости је сакупљао ботаничке примерке и изводио експерименте. Његов најбољи пријатељ био је Бен Хердман, комшија чија је породица управљала житним млином. У својо дванаестој година, Бел је направио прототип уређаја који је комбиновао ротирајуће лопатице са комплетима четки, стварајући једноставну машину за одљушћивање која је пуштена у рад у млину и непрекидно се користила низ година. Заузврат, Бенов отац Џон Хердман дао је дечацима малу радионицу у којој су радили на „изумима“.
Од раних година, Бел је испољавао сензитивну природу и талент за уметност, поезију и музику што је подстицала његова мајка. Без формалне обуке, савладао је клавир и постао породични пијаниста. Упркос томе што је обично тих и интроспективан, уживао је у мимикрији и „гласовним триковима“ сличним вентрилоквизму који је непрестано забављао породичне госте током њихових повремених посета. Бел је такође био дубоко погођен постепеном глувоћом своје мајке (она је почела да губи слух кад је он имао 12 година), те је он научио језик знакова прстију како би могао да седи поред ње и да нечујно прислушкује разговоре који су се ковитлали око породичног салона. Он је такође развио технику говора јасним, модулисаним тоновима директно у чело своје мајке, при чему би га она чула с разумном јасноћом. Белова заокупљеност глувоћом његове мајке навела га је да студира акустику.
Његова породица је дуго била повезана са учењем елокуције: његов деда, Александер Бел, у Лондону, његов стриц у Даблину и његов отац, у Единбургу, сви су били елокуционисти. Његов отац је објавио мноштво дела на ту тему, од којих је неколико и данас добро познато, посебно његов рад The Standard Elocutionist (1860), који се појавио у Единбургу 1868. године. То дело се појавило у 168 британских издања и продато је у више четврт милиона примерака само у Сједињеним Државама. У овој расправи његов отац објашњава своје методе како упутити глувонеме (како су тада били познати) да артикулишу речи и читају покрете усана других људи да би дешифровали значење. Белов отац је научио њега и његову браћу не само да пишу видљиви говор, већ и да препознају било који симбол и пратећи звук. Бел је постао толико вешт да је постао део очевих јавних демонстрација и запањио публику својим способностима. Могао је да дешифрује видљиви говор који представља практично сваки језик, укључујући латински, шкотски гелски, па чак и санскрт, тачно рецитујући писане трактате без икаквог претходног знања о њиховом изговору.

## Награде
Године 1882, постаје натурализовани грађанин САД. 1888. године, један је од оснивача америчког Националног удружења за географију, а постао је и његов други председник. Добитник је бројних признања. Француска влада одликовала га је са Легијом части, а Академија науке Француске доделила му је награду Волта од 50.000 Франака, Краљевско научно удружење из Лондона доделило му је Алберт медаљу 1902. године, а Универзитет у Вирцбургу, Баварска, почасни докторат.